# Васильевский сельский округ (Сергиево-Посадский район)
Васильевский сельский округ — упразднённая административно-территориальная единица, существовавшая на территории Сергиево-Посадского района Московской области в 1994—2006 годах.
Васильевский сельсовет был образован в первые годы советской власти. По данным 1918 года он входил в состав Озерецкой волости Дмитровского уезда Московской губернии.
В 1921 году Озерецкая волость была передана в Сергиевский уезд.
В 1924 году Васильевский с/с был объединён с Тарбеевским с/с в новый Ярыгинским с/с, но уже в 1927 году он был восстановлен.
В 1929 году Васильевский с/с был отнесён к Сергиевскому (с 1930 — Загорскому) району Московского округа Московской области. При этом к нему был присоединён Царёвский с/с.
5 апреля 1936 года к Васильевскому с/с был присоединён Ярыгинский с/с.
17 июля 1939 года к Васильевскому с/с был присоединён Новинковский с/с (селения Новинки, Ворохобино, Костромино, Новое Желтиково и Старое Желтиково). Одновременно из Васильевского с/с в Сабуровский было передано селение Зельниково, а из Сабуровского в Васильевский — селение Лазарево.
14 июня 1954 года к Васильевскому с/с был присоединён Озерецкий с/с.
30 декабря 1959 года из Воронцовского с/с в Васильевский были переданы селения Алферьево, Зельниково, Псарёво и Сабурово.
1 февраля 1963 года Загорский район был упразднён и Васильевский с/с вошёл в Мытищинский сельский район. 11 января 1965 года Васильевский с/с был возвращён в восстановленный Загорский район.
23 июня 1988 года в Васильевском с/с были упразднены деревни Велюшки, Сабурово, а также посёлок Лазаревский карьер.
16 сентября 1991 года Загорский район был переименован в Сергиево-Посадский.
3 февраля 1994 года Васильевский с/с был преобразован в Васильевский сельский округ.
В ходе муниципальной реформы 2005 года Васильевский сельский округ прекратил своё существование как муниципальная единица. При этом все его населённые пункты были переданы в Сельское поселение Васильевское.
29 ноября 2006 года Васильевский сельский округ исключён из учётных данных административно-территориальных и территориальных единиц Московской области.